# Escola Joso

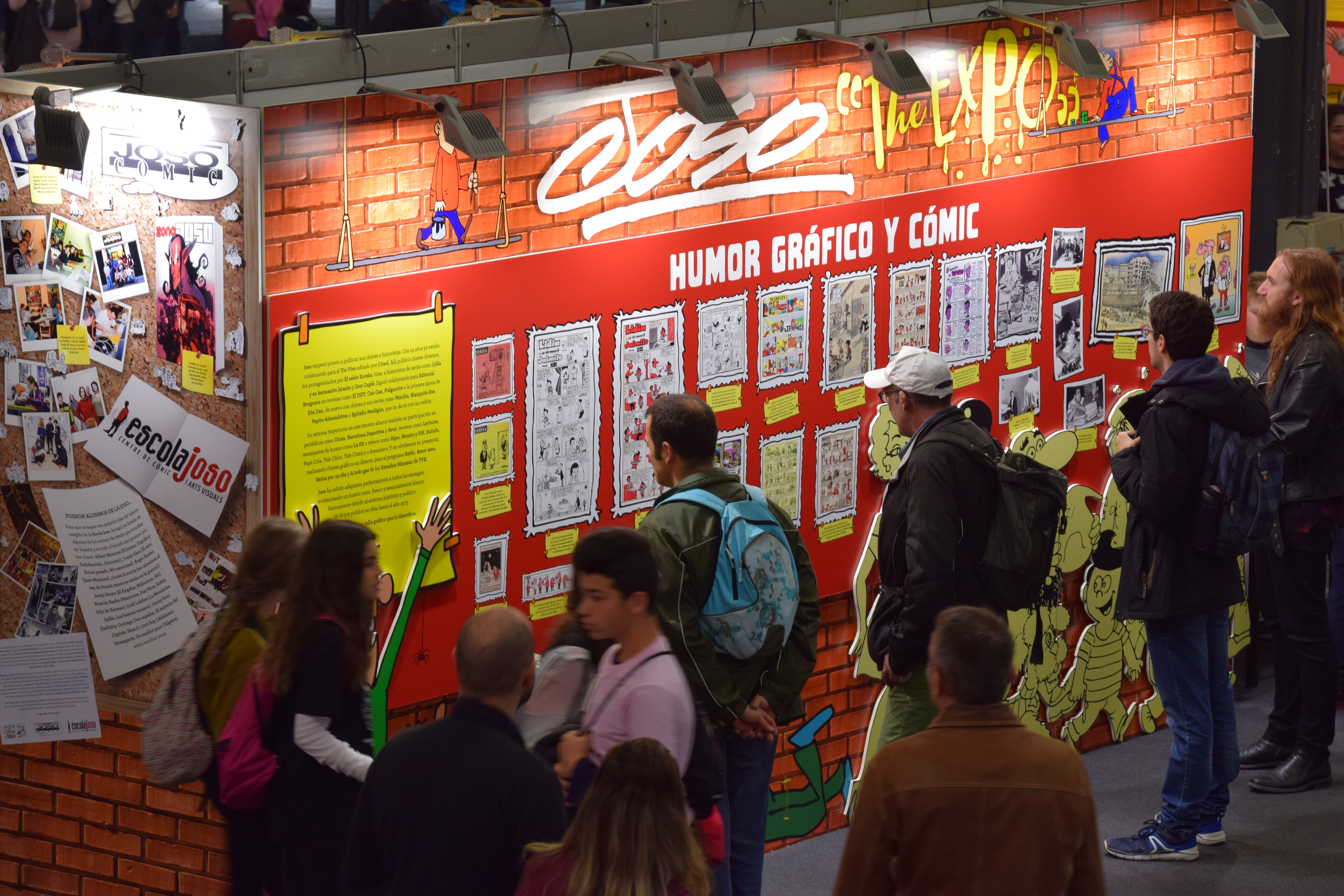
Exposición del trabajo de Joso en el Salón Internacional del Cómic de Barcelona de 2019.

La Escuela o Escola Joso es un centro docente especializado en cómic, que cuenta con sedes en Barcelona y Sabadell. Fundado en 1982 por el humorista gráfico Joso, de quien toma su nombre, es el más antiguo de España y ha servido de cantera para multitud de autores autóctonos.

## Trayectoria
En la primera mitad de los 90, pasaron por sus aulas Roger Ibáñez (1991-95) o Quim Bou. 
En la segunda mitad de la década, se unen a la escuela profesores como Pedro Espinosa Sáenz (09/1995-03/2009) y José María Beroy (1996-presente). Posteriormente la escuela amplió su oferta de estudios al impartir también cursos de animación, diseño gráfico y creación de páginas web.
En abril de 2007, tuvo lugar una exposición sobre la Escola Joso en el Salón del Cómic de Barcelona, commemorando sus 25 años de trayectoria. También se instituyó la costumbre, que se mantendría durante los siguientes años, de realizar talleres de cómic, manga y aerografía abiertos al público, así como clases magistrales con la participación de grandes autores de cómic invitados por el Salón que comparten sus conocimientos y experiencias. En los últimos años la oferta de actividades en el Salón del Cómic de Barcelona ha crecido ofreciendo incluso "combates" entre dibujantes que muestran sus dotes usando tabletas digitalizadoras a la vista del público.
En 2010, el 28º Salón del Cómic de Barcelona exhibió la muestra Joso goes to Hollywood, dedicada a sus profesores y antiguos alumnos que trabajan para el mercado estadounidense, como Salva Espín, Pasqual Ferry, Pepe Larraz, Diego Olmos, Jefte Palo, Hugo Petrus, Francis Portela, Pere Pérez o JR Santacruz.

## Premios
- Premio AACE 2013 a la institución, empresa o personalidad por su apoyo al cómic español.[2]

## Profesores

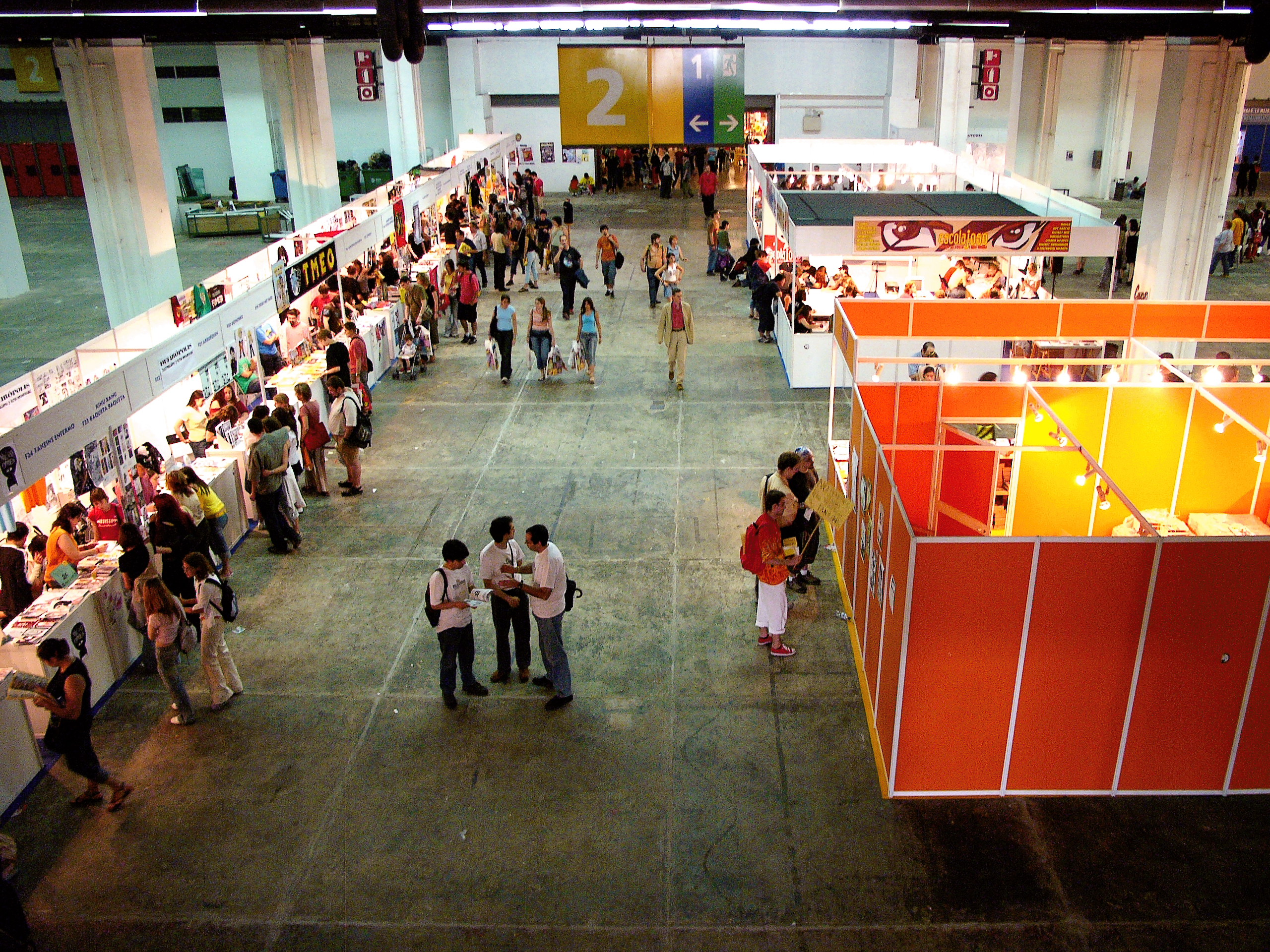
Salón Internacional del Cómic de Barcelona de 2005, con un puesto de Joso a la derecha de la imagen.

- Josep María Polls (Jefe de estudios)
- Santi Casas
- Sagar Fornies
- Jaime Martín
- Salva Rubio
- Israel L. Escudero
- Pere Pérez
- Mariano De La Torre
- Francis Portela
- Toni Fejzula
- Jose Luis Losilla
- Gerard Losilla
- Mike Ratera
- Manu Ripoll
- Sara Soler
- Santi Arcas
- Mado Peña
- Paula Blumen
- Carlos Moreno
- Alba Cardona
- Jordi Riba
- Oriol García
- Juan Carlos Concha
- Marta Nael
- Misha Sampedro
- Fernando Casaus
- Diego Olmos
- Iban Coello
- Victor García
- Jandro González
- Marian Company
- Claudio Stassi
- Gustavo Rico
- Jordi Pastor
- Juan Román Cano Santacruz
- Roger Ibáñez